# Ergenzingen
Ergenzingen ist ein Stadtteil von Rottenburg am Neckar im Landkreis Tübingen in Baden-Württemberg (Deutschland).

## Geographie
Ergenzingen liegt in 436 bis 499 Metern Höhe, 11 km südöstlich von Nagold, 14 km südlich von Herrenberg, 12 km westlich von Rottenburg am Neckar und 13 km nordöstlich von Horb am Neckar.

### Ausdehnung
Die Gesamtfläche des Ortes Ergenzingen beträgt 1004 ha. Hiervon entfallen 70,4 % auf landwirtschaftliche Fläche, 18,3 % auf Siedlungs- und Verkehrsfläche, 11,0 % auf Waldfläche und 0,3 % auf die übrige Nutzung.

### Nachbarorte
Folgende Orte grenzen an Ergenzingen, sie werden im Uhrzeigersinn beginnend im Norden genannt: Bondorf (Landkreis Böblingen), Seebronn, Wolfenhausen und Eckenweiler (alle Landkreis Tübingen), Eutingen im Gäu (Landkreis Freudenstadt) und Baisingen (Landkreis Tübingen).

## Bevölkerung
In Ergenzingen leben 4770 Einwohner (Stand 24. Mai 2024) auf einer Fläche von 11,2 km². Die Bevölkerungsdichte beträgt 413 Einwohner pro Quadratkilometer. Der westlich der Kernstadt gelegene größte Rottenburger Stadtteil hat nach einem Bevölkerungsrückgang im 19. Jahrhundert (Amerikaauswanderung) in den letzten Jahren eine starke Zunahme der Wohnbevölkerung zu verzeichnen.

### Einwohnerentwicklung
- 1900: 0907 Einwohner
- 1915: 1235 Einwohner
- 1930: 1676 Einwohner
- 1945: 1931 Einwohner
- 1960: 2423 Einwohner
- 1961: 1763 Einwohner (6. Juni)
- 1970: 2413 Einwohner (27. Mai)
- 1975: 2956 Einwohner
- 1990: 3564 Einwohner
- 2005: 4229 Einwohner
- 2008: 4154 Einwohner (30. Juni 2008)
- 2013: 4096 Einwohner (30. Juni 2013)
- 2015: 4146 Einwohner (30. April 2015)
- 2018: 4335 Einwohner (31. Dezember 2018)
- 2024: 4770 Einwohner (24. Mai 2024)

## Religion
Zur katholischen Kirchengemeinde Heilig Geist gehören die katholischen Christen, die in Ergenzingen, auf der Liebfrauenhöhe, in Eckenweiler und in Wolfenhausen wohnen. Die evangelische Kirchengemeinde (Kirchenbezirk Tübingen) besteht seit 1962 und hat seit 1966 eine eigene Kirche, die Christuskirche, erbaut in Zeltdach-Form vom Tübinger Architekten Albrecht Schmidt.

## Geschichte

### Vorgeschichte
Funde eines Feuersteinmessers und eines Steinbeils 1973 belegen, dass der Raum Ergenzingen bereits in der Jungsteinzeit besiedelt war. Der „Baisinger Bühl“ gilt als eine Grabstätte eines Keltenfürsten der Hallstattzeit. 1991 wurden bei Flugaufnahmen Kreise im Boden entdeckt, die auf weitere Hügelgräber hindeuten. Es werden auch aus der römischen Zeit zwischen 74 und 260 n. Chr. Siedlungsreste vermutet. Sie konnten aber noch nicht ausgegraben werden. Die Endung des Ortsnamens -ingen deutet auf eine Besiedlung in der Alamannenzeit hin, ebenso der regelmäßige Grenzverlauf der großen Gemarkung. Beim Bau der Bahnstrecke Stuttgart–Horb wurden auf dem Killberg einige Reihengräber gefunden.

### Mittelalter
Der Ort Ergenzingen wurde um 777 erstmals urkundlich erwähnt. Der große verkehrsgünstig im Korngäu bzw. Oberen Gäu gelegene Marktort feierte 1982 sein 1200-jähriges Jubiläum (776 – 778/782 Codex des Klosters Lorsch als „Corgozsinga“ oder „Argozsinga“). Die Oberhoheit lag im 12. Jahrhundert in den Händen der Tübinger Pfalzgrafen, seit dem späteren 13. Jahrhundert in denen der Grafen von Hohenberg. Mit deren Grafschaft kam das Dorf 1381 an die Österreichischen Vorlande. Vom 13. bis 16. Jahrhundert nannten sich Adelsfamilien nach dem Ort (Wirt von Ergenzingen 1325–1431, Ast von Ergenzingen 1401–1532). Auch in den Städten Horb und Rottenburg nannten sich mehrere zur städtischen Oberschicht gehörende Familien nach dem Ort im Gäu.

### Neuzeit
1635 fielen 112 Einwohner der Pest zum Opfer. Im 16. und 17. Jahrhundert war der Grundbesitz stark zersplittert. 1772 hatten die Ergenzinger an 29 geistliche und weltliche Grundherren Abgaben zu leisten. 1805 fiel der Ort an das Kurfürstentum Württemberg, welches im Jahr darauf zum Königreich erhoben wurde. Im Zuge der neuen Verwaltungsgliederung Württembergs kam Ergenzingen zum Oberamt Rottenburg. Um 1860 wurden mit dem Liederkranz, dem Musikverein und der Freiwilligen Feuerwehr die ersten Vereine gegründet. 1879 erhielt der Ort durch die Eröffnung der Bahnstrecke von Stuttgart Anschluss an das Streckennetz der Königlich Württembergischen Staats-Eisenbahnen. 1909 wurde Ergenzingen an das Stromnetz angeschlossen und 1914 an das Telefonnetz. Im Zuge einer württembergischen Kreisreform während der NS-Zeit kam Ergenzingen 1938 zum Landkreis Horb. Anlässlich der Gebietsreform wurde die Gemeinde Eckenweiler am 1. Dezember 1971 eingegliedert. Am 1. Dezember 1972 wurde Ergenzingen zu einem Stadtteil von Rottenburg am Neckar und gehört damit zum Landkreis Tübingen.

## Politik

### Städtepartnerschaften
Am 7. Juli 2000 wurde die Partnerschaft zwischen Ergenzingen und der österreichisch-burgenländischen Gemeinde Gols formell besiegelt. Dabei begannen die ersten Kontakte vom Gäu ins Burgenland schon Ende der 1960er-Jahre und im August 1989 hatten sich Ortsverwaltungen und Vereine beider Orte in einer Urkunde die Freundschaft zugesichert. Die Verbindungen von Ergenzingen und Gols haben sich seither immer weiter vertieft und gefestigt.

## Kultur und Sehenswürdigkeiten

### Bauwerke

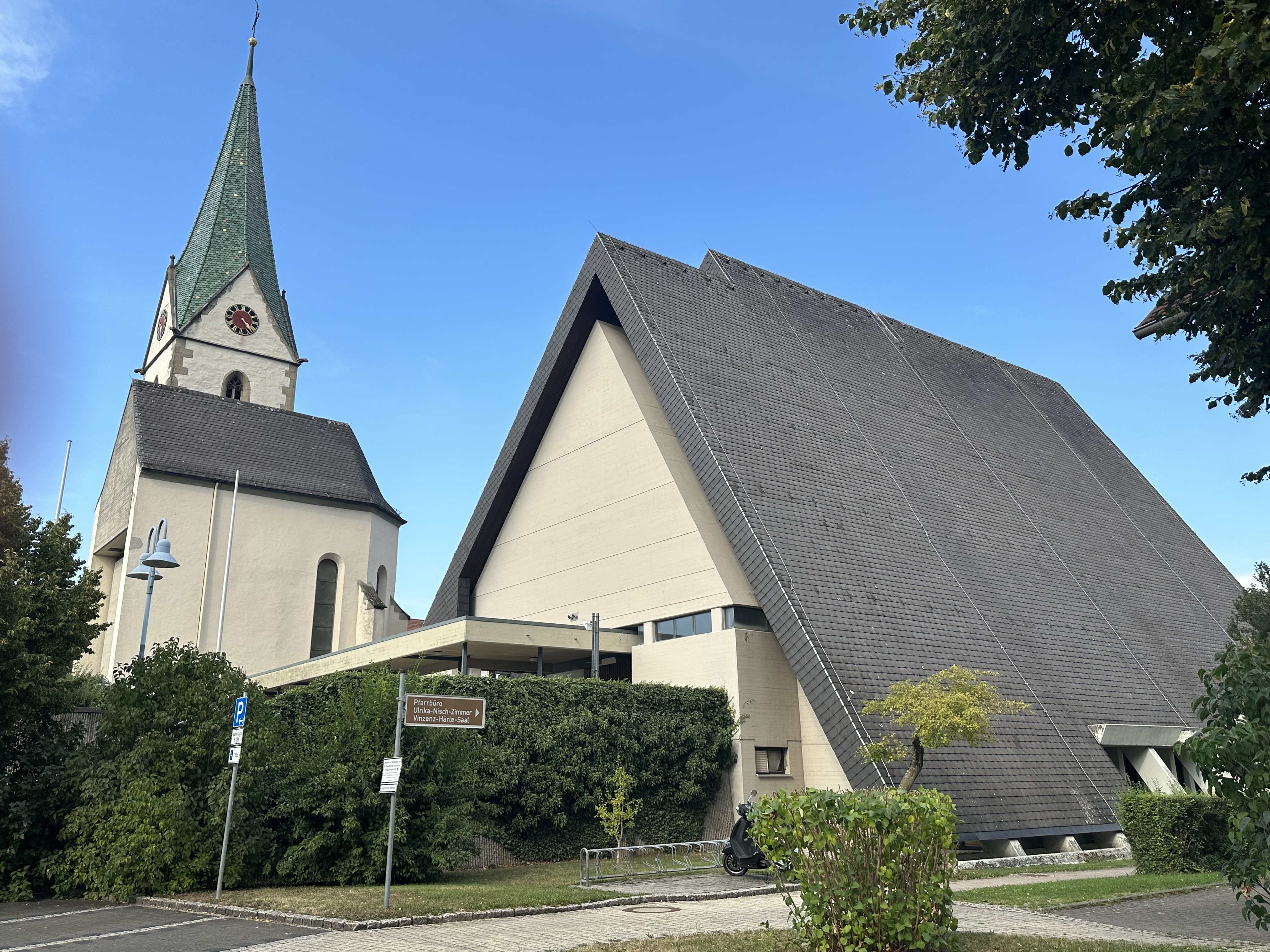
Heilig-Geist-Kirche

- Die katholische Kirche Heilig Geist gilt als Wahrzeichen des Ortes. Die Kirche St. Nazarius und die Pfarrei werden 780 erstmals genannt. Das Patronatsrecht, im 15. Jahrhundert bei Erzherzogin Mechthild, kam über die von Gültlingen, die von Ehingen (1515), die von Neuneck (1614) und die Johanniterkomturei Hemmendorf (1619) schließlich 1809 an Württemberg. Vom spätmittelalterlichen Vorgängerbau blieben bei der Errichtung der heutigen Pfarrkirche Hl. Geist (1964/1967) lediglich Turm und spätgotischer Chor (1479) erhalten.
- Seit 1951 haben die Schönstätter Marienschwestern auf der Liebfrauenhöhe ihr süddeutsches Provinzialat auf- und ausgebaut (Kirche Mariä Krönung 1961/1966 von den Architekten Otto Karl Müller und Franz Brümmendorf, Berufsfach- und Fachschule mit Internat).
- Das älteste Wohngebäude von Ergenzingen stammt von 1460 und ist ein typischer 3-Zonen-Fachwerkbau der damaligen Zeit.
- Der Brunnentrog auf dem Marktplätzle wurde 1855 aus Dießener Sandstein errichtet.

### Regelmäßige Veranstaltungen
- Internationales U-19-Junioren Fußball-Turnier: Seit 1972 veranstaltet der TuS Ergenzingen jährlich an Pfingsten ein dreitägiges Turnier für A-Jugend-Mannschaften. Am Turnier nahmen bisher bekannte Fußballmannschaften wie Juventus Turin, Glasgow Rangers, Fenerbahçe Istanbul, FC Valencia, FC Santos, VfB Stuttgart, FC Bayern München oder Hertha BSC teil.
- Gäu-Volksfest: Während des internationalen Juniorenturniers wird gleich nebenan auch ein kleines Volksfest veranstaltet.
- Ergenzinger Fasnet: Ein weiterer fester Termin in der Veranstaltungslandschaft in Ergenzingen stellt die Fasnet dar. Die Ergenzinger Narrenzunft „Klein-Paris“ veranstaltet jedes Jahr mehrere Fasnetsveranstaltungen, deren Höhepunkt alljährlich der farbenfrohe Umzug am Fasnetsdienstag darstellt.
- Maibaumfest: Die Narrenzunft Ergenzingen veranstaltet auch während des Jahres einige Festlichkeiten. So wird beispielsweise am 30. April der traditionelle Maibaum gestellt. Auch im Herbst veranstaltet die Narrenzunft eine Schlachtplatte, zu welcher die gesamte Bevölkerung eingeladen ist.
- Weihnachtskonzert: Der Musikverein Ergenzingen lädt jedes Jahr am 26. Dezember in die Turn- und Festhalle zu seinem Jahreskonzert ein.

## Wirtschaft und Infrastruktur

### Verkehr
Ergenzingen ist wenige Kilometer von einer Ausfahrt der Autobahn A 81 Stuttgart–Singen entfernt. Direkt an der B 28a zwischen der Kernstadt Rottenburg und dem Stadtteil Ergenzingen befindet sich der Gewerbepark Ergenzingen-Ost. Seine Attraktivität ist durch die unmittelbare Lage an der A 81 begründet. Verbindungen nach Freudenstadt, Rottweil und Nagold sind darüber hinaus durch die B 28a und die K 6939 gegeben.

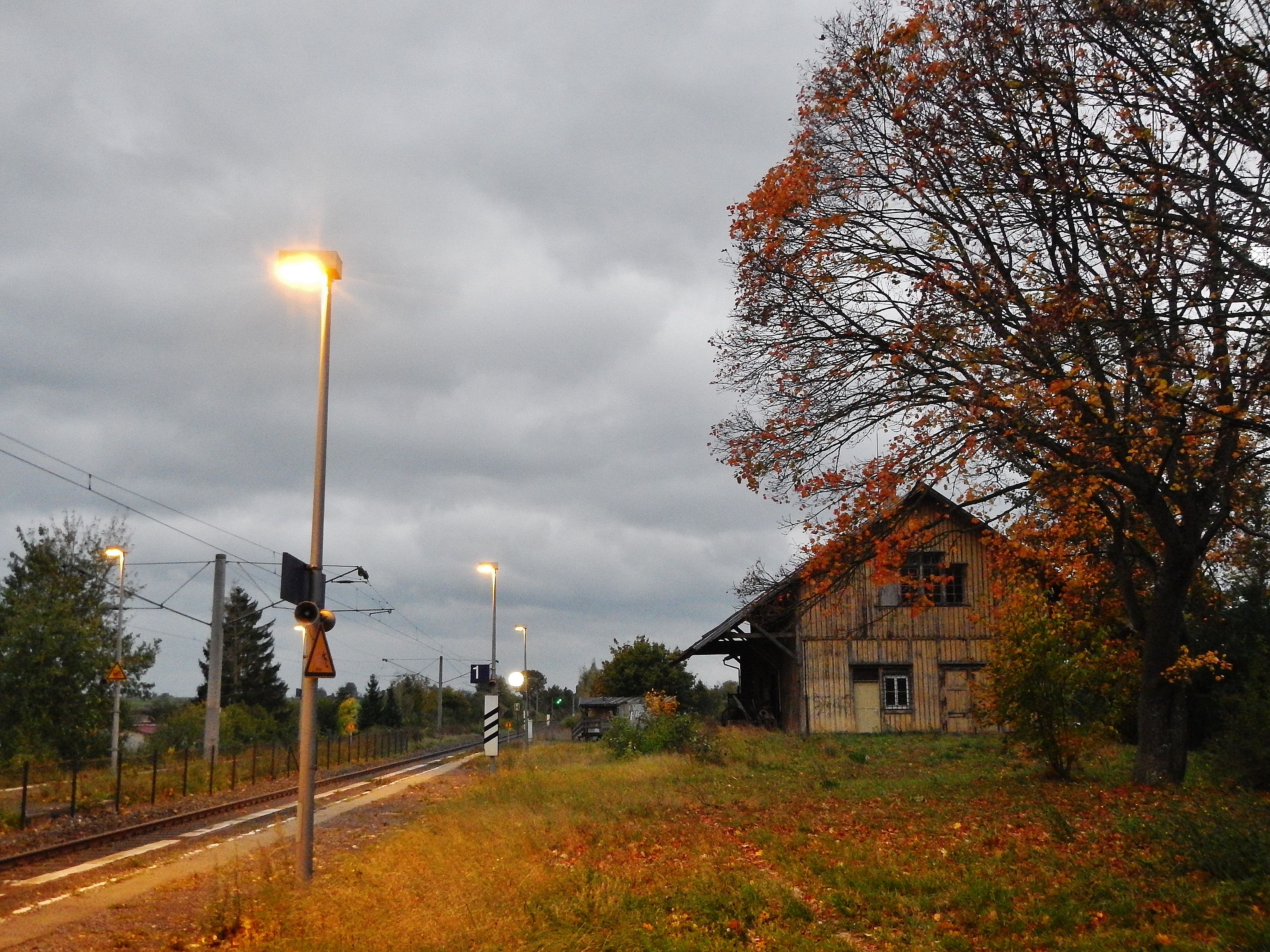
Bahnhof Ergenzingen im Jahr 2014, vor einer Modernisierung

Ergenzingen lag immer an zwei wichtigen Verkehrsachsen: der Verbindung nach Süden in die Schweiz und der Verbindung von Straßburg nach Reutlingen. Die Verkehrsanbindung des Ortes wurde immer besser: 1784 wurde die sogenannte Breisgauer Straße als Chaussee ausgebaut, seit 1879 existiert hier eine Station an der Bahnstrecke Stuttgart–Horb (Gäubahn) mit einer regelmäßigen Verbindung jede Stunde in Richtung Stuttgart und Freudenstadt/Rottweil oder Singen. Außerdem verkehrt die Linie S 8 der Stadtbahn Karlsruhe montags bis freitags einmal täglich nach Herrenberg und in der Gegenrichtung über Freudenstadt nach Forbach (Schwarzw) bzw. Karlsruhe (nur freitags).
Zum 1. Januar 2020 wurde der Bahnhof Ergenzingen in den VVS-Tarif integriert.

### Bildung
- 2 Kindergärten (katholisch und evangelisch)
- Gemeinschaftsschule im Gäu[5]
- Grundschule Ergenzingen[6]

### Sport
Im Ort ansässig ist der Turn- und Sportverein Ergenzingen. Bekannt ist dieser unter anderem für das internationale U-19-Junioren Fußball-Turnier (siehe Abschnitt „Regelmäßige Veranstaltungen“) sowie als ehemaliger Verein des späteren Profifußball-Spielers und -Trainers Jürgen Klopp. Klopp spielte von 1983 bis 1987 beim TuS (bis 1986 in deren Jugend).

### Sanitätsdienst
- DRK-Ortsverein Ergenzingen[8]